# Stele von Tünp
Die Stele von Tünp ist ein hethitisches Monument im Museum in Gaziantep. Sie wurde 1965 im Ort Yazılı, damals Tünp, südlich der türkischen Großstadt gefunden. Das 90 cm hohe Stück ist in vier Zeilen mit luwischen Hieroglyphen beschrieben. Es diente als Urkunde über einen Kaufvertrag zwischen zwei privaten Landeigentümern. Vermutlich stammt es aus der Mitte des 8. Jahrhunderts v. Chr.